# Geocalycaceae
Geocalycaceae, porodica jetrenjarki koja je dobila ime po rodu Geocalyx. Mnogi rodovi koji su bili uključivani u ovu porodicu, danas se doznačeni drugim porodicama.

## Popis rodova

### The Plant List
1. Amphilophocolea
2. Anomylia
3. Arctoscyphus, Solenostomataceae[1]
4. Campanocolea
5. Clasmatocolea, Lophocoleaceae[2]
6. Conoscyphus, 	Lophocoleaceae[3]
7. Cyanolophocolea
8. Evansianthus Lophocoleaceae[4]
9. Geocalyx
10. Harpanthus, Harpanthaceae[5]
11. Hepatostolonophora Lophocoleaceae[6]
12. Heteroscyphus Lophocoleaceae[7]
13. Lamellocolea, Lophocoleaceae[8]
14. Leioscyphus
15. Leptophyllopsis, Lophocoleaceae[9]
16. Leptoscyphopsis, Lophocoleaceae[10]
17. Leptoscyphus, Lophocoleaceae[11]
18. Pachyglossa, Lophocoleaceae[12]
19. Pedinophyllopsis, Plagiochilaceae[13]
20. Perdusenia, Lophocoleaceae[14]
21. Physotheca
22. Platycaulis, Lophocoleaceae[15]
23. Pleuranthe
24. Pseudolophocolea, Plagiochilaceae[16]
25. Saccogyna, Saccogynaceae[17]
26. Saccogynidium,  Acrobolbaceae[18]
27. Stolonivector, Lophocoleaceae[19]
28. Stolonophora
29. Tetracymbaliella, Brevianthaceae[20]

### Tropicos
- tribus: Geocalyceae Endl.
- subfamilia: Physothecoideae J.J. Engel & Gradst.
- genus: Amphilophocolea R.M. Schust.
- genus: Anomylia R.M. Schust.
- genus: Anthoscyphus Trevis.
- genus: Campanocolea R.M. Schust.
- genus: *Cheilocyphos Corda
- genus: Cyanolophocolea (R.M. Schust.) R.M. Schust.
- genus: *Diploscyphus De Not.
- genus: Gamochaetium Trevis.
- genus: Gamoscyphus Trevis.
- genus: Geocalyx Nees
- genus: Leioscyphus Mitt.
- genus: Lippius Gray
- genus: Lippiusa Kuntze
- genus: Physotheca J.J. Engel & Gradst.
- genus: *Pleuranthe Taylor
- genus: Schiffnerina Kuntze
- genus: *Stolonophora J.J. Engel & R.M. Schust.
- genus: *Sykorea Corda